# 만델라: 자유를 향한 머나먼 여정
《만델라: 자유를 향한 머나먼 여정》(Mandela: Long Walk to Freedom)은 2013년 공개된 넬슨 만델라의 전기영화이다. 저스틴 채드윅 연출, 윌리엄 니컬슨 각본에 이드리스 엘바가 주인공 넬슨 만델라, 나오미 해리스가 그 부인 위니 만델라를 연기했다.

## 줄거리
영화 '만델라: 자유를 향한 긴 여정'은 넬슨 만델라의 자서전을 바탕으로 그의 파란만장한 삶을 그린 전기 영화이다. 영화는 만델라의 어린 시절부터 성장 과정, 교육, 그리고 남아프리카 공화국의 대통령이 되기 전까지 27년간의 감옥 생활을 상세히 다룬다. 특히, 아파르트헤이트로 고통받던 남아프리카 공화국을 개선하기 위한 그의 헌신적인 노력을 보여준다. 영화는 만델라가 어떻게 인종차별에 맞서 싸우고, 남아프리카 공화국을 변화시키기 위해 노력했는지에 대한 그의 개인적인 여정을 담고 있다. 그의 삶의 주요 순간들을 포착하며, 그의 투쟁과 리더십, 그리고 그의 이상을 향한 굳은 의지를 강조한다.

## 출연

### 주연
- 이드리스 엘바
- 나오미 해리스

### 조연
- 토니 크고로게
- 리아드 무사
- 제이미 바트렛
- 테리 페토
- 마크 엘더킨
- 그랜트 스완비